# Никифоренко, Сергей Иванович
Серге́й Ива́нович Никифоре́нко (бел. Сяргей Іванавіч Нікіфарэнка; род. 18 февраля 1978, Солигорск, Минская область) — белорусский футболист и тренер, известный по выступлениям за солигорский «Шахтёр».

## Карьера
Воспитанник солигорской ДЮСШ. Первый тренер — К. Кравцов.
Чемпион Беларуси 2005 года. Бронзовый призёр 2002, 2004, 2006, 2007 годов. Серебряный призёр 2010 года. Обладатель Кубка Беларуси 2004 года. Финалист Кубка Беларуси 2006, 2008, 2009.
Финалист Кубка чемпионов Содружества 2011.
После завершения карьеры игрока перешёл на тренерскую работу. В июне 2015 года назначен исполняющим обязанности главного тренера «Шахтёра».

## Достижения
- Чемпион Беларуси: 2005